# Thalheim und Rassing
Die Herrschaft Thalheim und Rassing war eine Grundherrschaft im Viertel ober dem Wienerwald im Erzherzogtum Österreich unter der Enns, dem heutigen Niederösterreich.

## Ausdehnung
Die Herrschaft umfasste zuletzt die Ortsobrigkeit über Thalheim, Ober-Miesting und Unter-Miesting, Panzing, Perschling, Rassing, Mauternheim, Rapoltendorf, Röhrenbach, Wiesen, Mechters, Weinzettl, Gattring, Loitzenberg, Nötzling, Steinbach, Wieden, Ebersreith, Aigen, Auern, Baumgarten bei Pyhra, Blinddorf, Burbach, Grub, Oberzell und Unterzell. Der Sitz der Verwaltung befand sich im Schloss Thalheim.

## Geschichte
Der letzte Inhaber der Allodialherrschaft war der k.k. Kämmerer Markus Graf Bussy de Mignot (1796–1862), der die Herrschaft mit den Reformen 1848/1849 auflöste.